# スリーキングズ諸島

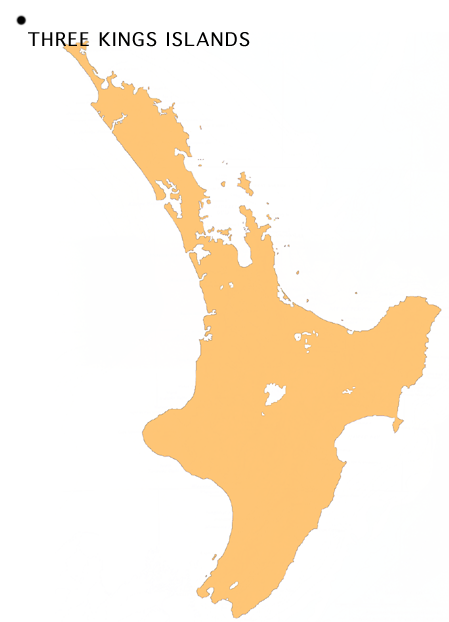
スリーキングズ諸島の位置

スリーキングズ諸島（スリーキングズしょとう、Three Kings Islands）は、ニュージーランド・北島の北端から北西におよそ55kmの地域に浮かぶ13の島からなる諸島。南太平洋・タスマン海に浮かぶ。面積は全体でおよそ4km²。諸島の内で最大の島はGreat Islandである。
この諸島はアベル・ヤンセン・タスマンの1642年から43年の航海中に発見され、彼によって名づけられた。